# 波密地杨梅
波密地杨梅（学名：Luzula bomiensis）为灯心草科地杨梅属下的一个种。

## 扩展阅读
- 維基物種上的相關：波密地杨梅